# Vågsbygd
Vågsbygd is een stadsdeel van Kristiansand in de Noorse provincie Agder. Hoewel de begrenzing niet heel nauwkeurig is worden de wijken aan de westkant van het centrum van de stad tot Vågsbygd gerekend, met uitzondering van Flekkerøy. Tot 1965 was Vågsbygd deel van de voormalige gemeente Odderness.
Fagerholt/Justvik · Flekkerøy · Grim · Hånes · Høllen · Kvadraturen · Lund · Mosby · Nodeland · Oddernes · Randesund · Søm · Tangvall · Tinnheia/Hellemyr · Torridal · Tveit · Vågsbygd